# Saint-Martin-du-Tilleul
Saint-Martin-du-Tilleul är en kommun i departementet Eure i regionen Normandie i norra Frankrike. Kommunen ligger i kantonen Bernay-Ouest som tillhör arrondissementet Bernay. År 2022 hade Saint-Martin-du-Tilleul 245 invånare.

## Befolkningsutveckling
Antalet invånare i kommunen Saint-Martin-du-Tilleul
Referens:INSEE